# Paraguayisch-portugiesische Beziehungen
Die paraguayisch-portugiesischen Beziehungen beschreiben das zwischenstaatliche Verhältnis zwischen Paraguay und Portugal. Die Länder unterhalten seit 1846 direkte diplomatische Beziehungen.
Die bilateralen Beziehungen gelten als problemlos und gut, wenngleich noch nicht sehr intensiv. Sie sind bisher gekennzeichnet von einem geringen, aber als zukunftsträchtig angesehenen bilateralen Handel und der Partnerschaft in internationalen Organisationen wie dem Iberoamerika-Gipfel oder der Lateinischen Union. Portugals Unterstützung für paraguayische Positionen bei den Verhandlungen zwischen Mercosur und der EU sind insbesondere zu nennen.
Beim Treffen der Außenminister beider Länder in Lissabon am 21. Oktober 2016 erklärten diese die Absicht, die freundschaftlichen Beziehungen zu intensivieren und wirtschaftlich stärker zu entwickeln. Dabei wurde auch ein erstes Kooperationsabkommen zur Inneren Sicherheit getroffen, das insbesondere die Bereiche Kriminalitätsprävention und -bekämpfung, Grenzsicherung und Zivilschutz umfasst. Seit 2023 hat Paraguay den Status eines assoziierten Beobachters in der Gemeinschaft der Portugiesischsprachigen Länder (CPLP).
2014 waren 41 Staatsbürger im portugiesischen Konsulat in Paraguay registriert, während in Portugal 92 Bürger Paraguays im Jahr 2015 gemeldet waren.

## Geschichte

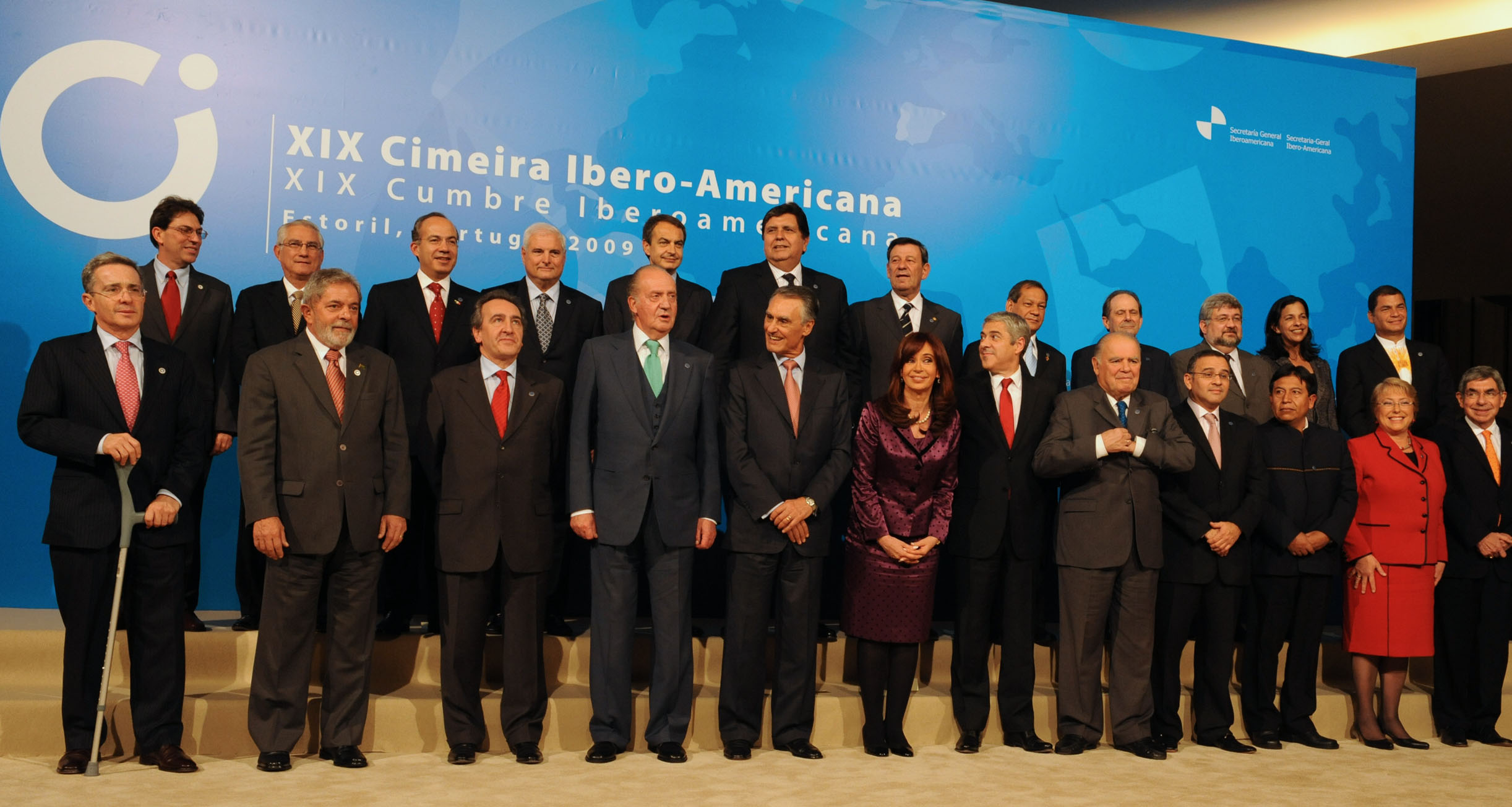
Gruppenbild der Staatschefs beim Ibero-Amerika-Gipfel 2009 in Portugal

Der Portugiese Aleixo Garcia starb hier 1525, als er vermutlich in Kämpfe mit Einheimischen verwickelt wurde, auf dem Rückweg von seinem Raubzug durch das Inkareich. Vermutlich war er auf dem Hinweg 1524 bereits als erster Europäer auf dem hiesigen Peabiru-Weg durch das Gebiet der späteren Hauptstadt Asunción gekommen, so dass er gelegentlich als erster europäischer Entdecker Paraguays genannt wird.
Trotz des portugiesisch-spanischen Vertrages von Tordesillas versuchten seit dem 16. Jh. eine Vielzahl portugiesischer Händler, Handwerker, Söldner und Künstler ihr Glück auch in den Spanien zugewiesenen Teilen Südamerikas, so auch im heutigen Paraguay, das zudem an die Portugiesische Kolonie Brasilien grenzt.
So waren ab dem 16. Jahrhunderten Portugiesen auch im heutigen Paraguay tätig, insbesondere Handwerker und Missionare, die über das benachbarte Brasilien hierher kamen. Bekannt wurde beispielsweise 1613 in Asunción der aus dem portugiesischen Silves stammende Silberschmied Henrique Vaz.
Im Februar 1846 akkreditierte sich der portugiesische Geschäftsträger und Generalkonsul mit Amtssitz in der argentinischen Hauptstadt Buenos Aires als erster Botschafter Portugals in Paraguay.
Am 9. November 1878 schlossen beide Länder ein Freundschafts-, Handels- und Schifffahrtsabkommen, das jedoch nicht zur Ratifizierung gelangte.
Am 19. Oktober 1957 richtete Portugal eine Legação de 2ª Classe in Asunción ein, eine Vertretung ohne Botschaftsrang. Später wurde die Vertretung von einem Honorarkonsulat abgelöst.
Seit den 2000er Jahren begannen sich die traditionell eher schwach ausgeprägten Beziehungen langsam zu vertiefen, insbesondere im Zusammenhang mit ersten portugiesischen Investitionen in der wachsenden Volkswirtschaft Paraguays und den Verhandlungen zwischen dem Mercosur und der Europäischen Union, bei denen Portugal auch für Positionen im paraguayischen Interesse Verständnis zeigte.
Nach einem Kooperationsabkommen in den Bereichen Bildung, Wissenschaft, Kultur, Jugend und Sport und einem ersten Visabkommen (beide am 25. November 1999) folgte am 3. September 2001 ein Kooperationsabkommen in der Bekämpfung der Drogenkriminalität, und am 22. Oktober 2010 eines im Bereich Tourismus.

## Diplomatie
Portugal unterhält bisher keine eigene Botschaft in Asunción, der Amtsbezirk der portugiesischen Botschaft in Argentinien umfasst auch Paraguay. Das portugiesische Honorarkonsulat in der Hauptstadt Asuncíon ist damit die einzige Vertretung Portugals in Paraguay.
Paraguay unterhält eine Botschaft in der portugiesischen Hauptstadt Lissabon, in der Rua Alexandre Herculano Nummer 17. Zudem besteht ein paraguayisches Konsulat in Porto.

## Wirtschaft
Im Jahr 2015 exportierte Portugal Waren im Wert von 5,35 Mio. Euro nach Paraguay (2014: 14,56 Mio.; 2013: 14,22 Mio.; 2012: 13,76 Mio.; 2011: 14,39 Mio.), davon 32,3 % Maschinen und Geräte, 27,4 % Erze und Mineralien, 10,6 % Fahrzeuge und Fahrzeugteile und 16,0 % Papier und Zellulose.
Im gleichen Zeitraum lieferte Paraguay Waren im Wert von 65,47 Mio. Euro an Portugal (2014: 21,77 Mio.; 2013: 44,96 Mio.; 2012: 38,13 Mio.; 2011: 66,83 Mio.), davon 97,9 % landwirtschaftliche Erzeugnisse, 1,5 % Leder und Häute und 0,6 % Holz.
Im Jahr 2015 stand Paraguay für den portugiesischen Außenhandel damit an 118. Stelle als Abnehmer und an 57. Stelle als Lieferant. Im paraguayischen Außenhandel rangierte Portugal damit an 23. Stelle unter den Abnehmern und an 31. Stelle unter den Lieferanten.

## Sport
Die paraguayische Fußballnationalmannschaft und die portugiesische Auswahl haben bisher erst einmal gegeneinander gespielt (Stand Februar 2017). Beim Freundschaftsspiel am 6. Juni 2003 im portugiesischen Braga trennten man sich 0:0.
Die paraguayische Frauen-Nationalmannschaft und die portugiesische Frauen-Nationalelf sind bisher noch nicht aufeinander getroffen (Stand Februar 2017).
Paraguayische Fußballspieler treten gelegentlich für portugiesische Vereine an, etwa Antolín Alcaraz beim SC Beira-Mar, Diego Figueredo bei Boavista Porto, Juan Iturbe beim FC Porto, oder Carlos Humberto Paredes, der erst für den FC Porto und später für Sporting Lissabon auflief. Auch Iván Piris spielte für Sporting Lissabon. Besonders häufig spielten Paraguayer bisher bei Benfica Lissabon, darunter Óscar Cardozo, Carlos Gamarra und Derlis González.